# Macehualli

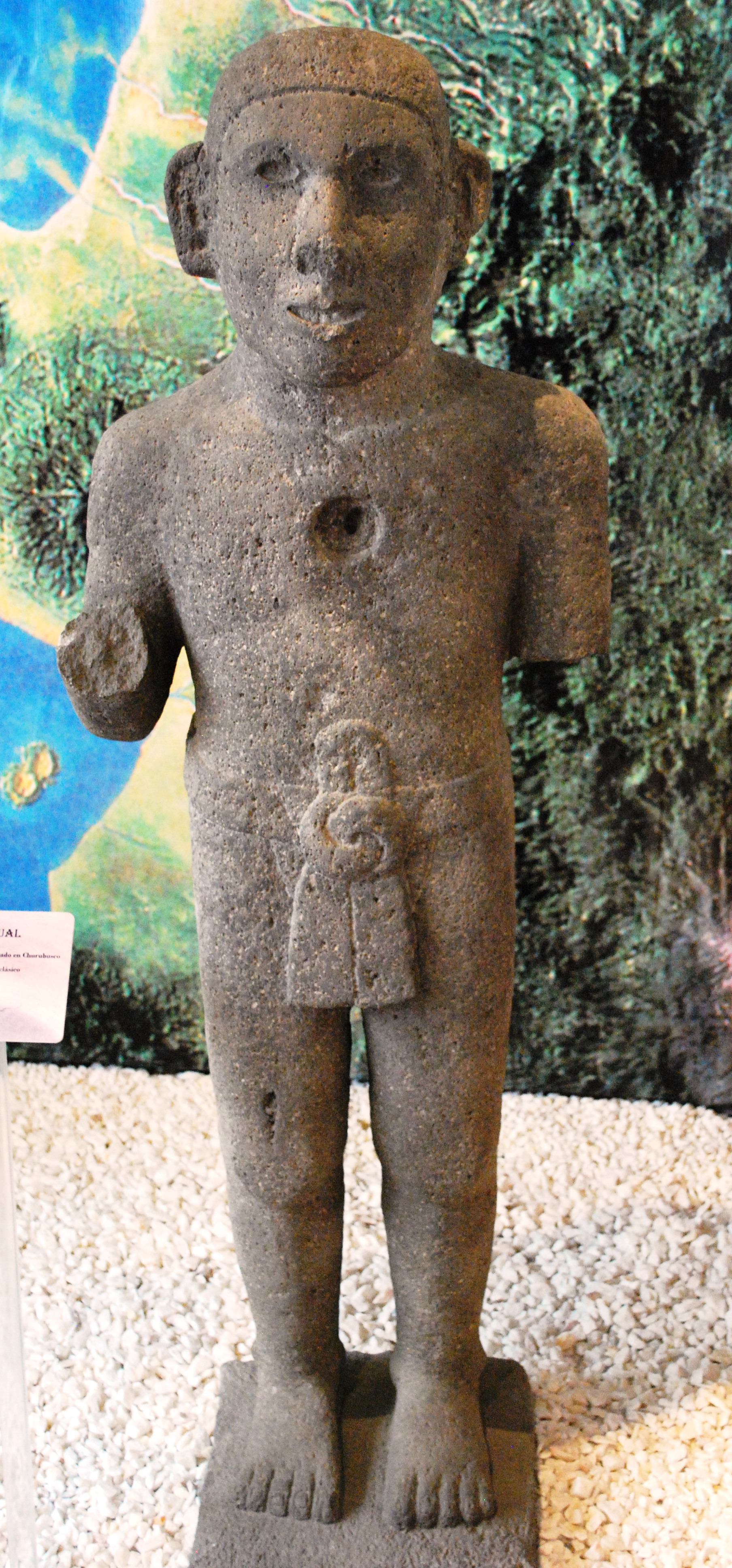
Een Azteeks beeld van een macehualli.

Een macehualli (meervoud: macehualtin) was bij de Azteken een persoon die niet tot de tipiltin oftewel de adel behoorde. Het woord macehualli komt uit het Nahuatl. Het is afgeleid van het werkwoord macehualo, en betekent "degene die werkt".
Macehualtin konden door een succesvolle carrière in het leger tot de adelstand worden verheven. Andersom konden tipiltin door lafheid tijdens oorlogstijd of als straf wegens het begaan van een misdaad. De allerhoogste adellijke rangen waren echter alleen voor 'echte' tipiltin weggelegd. De macehualtin waren verantwoordelijk voor de productie en moesten het harde werk doen. Zij hadden veel privileges niet die edelen wel hadden, zo was het hen op straffe des doods verboden katoenen kleding te dragen, in plaats daarvan droegen zij kleding gemaakt van ixtle, en werden geschoold in de telpochcalli in plaats van de adellijke calmecac. Voor de Azteken was het standsverschil gerechtvaardigd daar zij geloofden dat de tipiltin afstammelingen waren van Quetzalcoatl, en dus een goddelijke voorouder hadden, terwijl de macehualtin door Quetzalcoatl waren vervaardigd met een pasta van bloed en botten.
De macehualtin vormden niet de laagste stand in de Azteeks hiërarchie. Onder hen stonden de mayeque, personen die niet tot een calpulli behoorden.